# Boris en Gleb

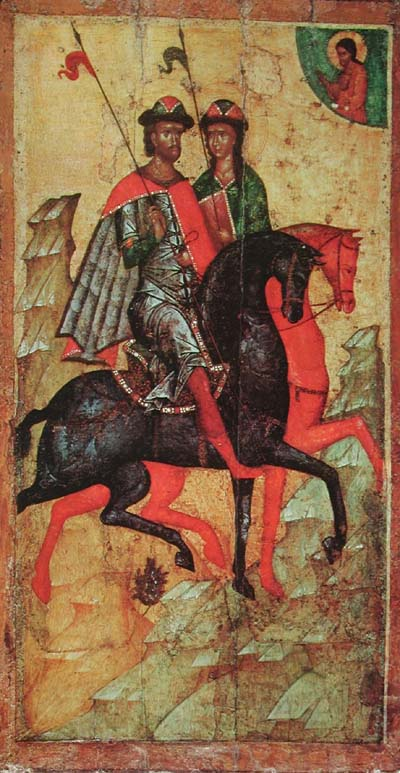
Icoon van de heiligen Boris en Gleb te paard. (Moskou, midden 14e eeuw; nu in de Tretjakovgalerij)

De broers Boris en Gleb (overleden in 1015) zijn de eerste personen die in 1071 of 1072 in het Kievse Rijk heilig werden verklaard. Ze werden geboren aan het eind van de tiende eeuw als zonen van Volodimer van Kiev, de eerste christelijke mannelijke vorst van Kiev.

## Leven
Hoe Boris en Gleb hebben geleefd en precies aan hun einde kwamen, is niet eenduidig op te maken uit de primaire bronnen. Die zijn pas decennia later door monniken opgeschreven in tegenstrijdige, maar verheerlijkende hagiografieën. De drie belangrijkste hiervan zijn de Chtenie ("Les" of "Lezing") van Nestor, de anonieme Primaire Kroniek (Povest' of PVL) en de anonieme Skazanie ("Vertelling"). Volgens deze heiligenlevens waren Boris en Gleb vrome mannen. 
Na het overlijden van Volodimer in 1015 brak er een successiecrisis uit. Zijn oudste zoon Svjatopolk I besteeg daarop de troon in Kiev. Volgens de overlevering zouden veel inwoners van Kiev en de droezjina (het vorstelijk leger) van Volodimer echter liever Boris aan de macht hebben gezien. Boris was op de terugweg van een veldtocht naar de hoofdstad toen Svjatopolk hem onderhandelingen aanbood en een groter erfdeel van hun vader. Toen de droezjina Boris aanspoorde om Kiev te bezetten en zijn oudste broer van de troon te verstoten, zou Boris echter hebben geweigerd: 'Het is niet aan mij de hand op te heffen tegen mijn oudere broer. Als mijn vader gestorven is, laat hij dan voor mij vaders plaats innemen.'
De meeste soldaten lieten daarop Boris in de steek, terwijl Svjatopolk mannen stuurde om Boris te vermoorden, wat zij op 24 juli 1015 zouden hebben gedaan. Volgens de christelijk geïnspireerde heiligenlevens zou Boris zich niet hebben verzet, maar al hardop christelijke liederen zingend en biddend hebben beweerd dat hij net als Jezus Christus diende te lijden. Korte tijd later zouden Svjatopolks mannen ook Gleb doden, die zich evenmin verzette en eenzelfde marteldood zou zijn gestorven.

## Nalatenschap
Nog wat later zou ook hun broer Svjatoslav van Dereva zijn vermoord door Svjatopolks mannen, maar hij is nooit heiligverklaard. Ondertussen hoorde hun broer Jaroslav via hun zus Predslava over de dood van Volodimer en de troonsbestijging van Svjatopolk. De Primaire Kroniek en Novgorodse Eerste Kroniek (NPL) vermelden Predslava's bericht aan Jaroslav op twee verschillende momenten en tegenstrijdige manieren, waarbij het niet duidelijk is of Boris en Gleb al dood waren of nog leefden. Jaroslavs reactie verschilt ook in deze passages. In ieder geval zou Jaroslav zich wel verzetten tegen Svjatopolk en een oorlog tegen hem beginnen, die hij uiteindelijk in 1019 won. Volgens latere tradities zou de beslissende slag in dat jaar hebben plaatsgevonden aan de rivier de Alta, bij de plek waar Boris vier jaar eerder zou zijn vermoord.
Boris en Gleb werden in 1071 of 1072 heilig verklaard. Hun feestdag is 24 juli.